# Boris Céspedes
Boris Adrián Céspedes (Santa Cruz de la Sierra; 19 de junio de 1995) es un futbolista boliviano Juega como centrocampista y su actual equipo es el Yverdon-Sport FC de la Superliga de Suiza. Es internacional absoluto con la selección de Bolivia desde el 2020.

## Trayectoria
Boris Céspedes jugó en el Servette Football Club Genève desde que era un adolescente y recibió su primer contrato profesional en 2013. Hizo su debut el 12 de agosto de 2013. Hizo su debut profesional con Servette en un empate 1-1 de la Superliga de Suiza con BSC Young Boys el 21 de julio de 2019. Después de jugar muy poco tiempo en Servette, fue cedido a Étoile Carouge el 9 de febrero de 2015 hasta el final de la temporada. Después de regresar a Servette, solo jugó tres juegos, y fue cedido nuevamente a Etoile Carouge la siguiente temporada.
Durante la segunda mitad de la temporada 2016-17 y en su tercer año en el club, finalmente logró adaptarse en el equipo y es habitual en el medio campo del Servette.

## Selección nacional
Céspedes nació en Bolivia y se crio en Suiza. Participó en Torneo Juvenil UEFA Sub-19 de 2014 con la selección suiza. Su debut con la selección boliviana se produjo el 9 de octubre de 2020 por la Clasificación de Conmebol para la Copa Mundial de Fútbol de 2022 ante la derrota contra la selección de Brasil.

### Participaciones en Copa América
| Torneo            | Sede   | Resultado      | Partidos | Goles |
| ----------------- | ------ | -------------- | -------- | ----- |
| Copa América 2021 | Brasil | Fase de grupos | 2        | 0     |

## Palmarés

### Títulos nacionales
| Club             | País  | Año         |
| ---------------- | ----- | ----------- |
| Servette         | Suiza | 2013        |
| Étoile Carouge   | Suiza | 2014 - 2016 |
| Servette         | Suiza | 2017 - 2023 |
| Yverdon-Sport FC | Suiza | 2023 - Act  |

| Título           | Club                   | País  | Año     |
| ---------------- | ---------------------- | ----- | ------- |
| Challenge League | Servette Football Club | Suiza | 2018-19 |